# TORE全力大挑戰
《TORE全力大挑戰》（完整名稱為「尋寶大冒險，解謎 Battle “TORE”」。以下簡稱）是日本日本電視台的綜藝遊戲節目。日本的播出時間，在2011年7月至10月的前三個月，於每星期三晚間19時至19時56分，10月後至今，改於每星期一晚間19時至19時56分。有時也會有「二小時特別節目」，時間會再增長一小時。自2013年2月25日後改為不定期放送。
臺灣的國興衛視購得公開播映權後，於2012年4月21日起播出。
金鷹卡通獲得節目授權，製作了中國大陸版本的節目《瘋狂的麥咭》，於2014年1月起播出。

## 概要
節目的內容，是以隊伍與隊伍之間的對抗方式，於遊戲內，取得一定數量的「黃金法老男像」（黄金のファラ男像），晉級成為最後獎金挑戰賽的資格。
此節目可說是《DERO密室遊戲大脫逃》（以下簡稱《DERO!》）的姊妹作品，但由於《DERO!》節目播至2011年3月9日，因為2011年3月11日，發生了2011年日本東北地方太平洋近海地震所造成的福島第一核電站事故，DERO的遊戲內容使人想起海嘯，造成節目斬腰。沉寂了四個月的製作單位，於是再推出《TORE全力大挑戰》節目。

## 演出者

### 主持人
- 法老男（ファラ男），配音人員：山里亮太

整個遊戲的靈魂人物，也是整個迷宮的主人。出場時，會以高調又開心的方式，喊出「法～老法老法老法老！」（ファ〜ラファラファラファラ!），與《DERO!》時期不高調的情況成不一樣的對比。他也是整個迷宮內的每一個遊戲講解者。
不過，法老男除了山里亮太以外，還有下列的人也曾經擔任過法老男的職位：
- 特別魔人（スペシャル番人）藤原龍也（藤原竜也），在日本首播於2011年10月30日的節目，以電腦繪圖面孔搭配電腦動畫呈現。
- 實習魔人法老蒙（見習いの番人・ファラーモン）小暮閣下（デーモン閣下），在日本首播於2012年2月13日的節目，以電腦繪圖搭配電腦動畫呈現。
- 魔宮魔人實習生法老大本（魔宮の番人・研究生・ファラノッチ）天野博之（天野ひろゆき），在日本首播於2012年4月2日的節目，以電腦繪圖搭配電腦動畫呈現。
- 山里亮太以參賽者參加時，法老王配音人員由若林正恭代替。

### 準參賽者
- 關西傑尼斯8
- 倫敦靴子（田村亮）
- 奧黛麗（若林正恭、春日俊彰）
- Becky

## 不定期放送節目列表
| 集數  | 播放日期               | 播放時間      |
| ----- | ---------------------- | ------------- |
| 第1回 | 2013年8月19日 （週一） | 19:00 - 20:54 |
| 第2回 | 2013年9月24日 （週二） | 19:00 - 20:54 |
| 第3回 | 2014年4月7日 （週一）  | 19:00 - 20:54 |
| 第4回 | 2014年8月27日 （週三） | 19:00 - 20:54 |
| 第5回 | 2014年10月6日 （週一） | 19:00 - 20:54 |
| 第6回 | 2015年4月8日 （週三）  | 19:00 - 20:54 |
| 第7回 | 2015年8月21日 （週五） | 19:00 - 20:54 |
| 第8回 | 2016年4月11日 （週一） | 19:00 - 20:54 |

## 遊戲規則
由製作單位以特性為主，分別將參賽者分為兩隊（或四隊），每隊派出人選進行遊戲。一個隊伍在遊戲內還能存活至最後者，可以依據剩餘人數取得相對應的黃金法老男像。取得最多黃金法老男像者（2013年以後的規則，改為懸崖密室的勝利隊伍），可以進行「最後的試煉」，替隊伍取得高額獎金。
而參賽者進入關卡，沒有《DERO!》時期的黑衣男，全部均由參賽者自行進入關卡，故不需要蒙著眼罩進入關卡，而遊戲進行也均由參賽者自助。
比較特別的例外，在2011年8月17日的節目，不使用對抗賽，採用《DERO!》時期的規則進行遊戲。

## 關卡
下列為此遊戲會出現的關卡（舞台）。

### 地板密室
〈地板密室〉（床の間、とこのま）是由一個能夠傾斜的地板，參賽者在地板傾斜時，只能站立於臺階上，並且解答問題的遊戲。此遊戲為三人一組，每次遊戲的時間限制為十分鐘。由與水平面的30°的斜角開始進行，而三人必須要以跳躍的方式，從一處臺階到另一處臺階，且三人都必須站在臺階上進行遊戲。由於地板會傾斜，因此參賽者要是踏錯一步，就會有掉落至深處而失去資格。
一開始，參賽者是從整體地板的最左下角的腳踏板開始遊戲，並且以跳躍的方式，前往第一區腳踏板。當參賽者能夠到達第一區、第二區，亦或是第三區腳踏板後，無論中途有幾位參賽者掉落至深處，原腳踏板確定無人而移動至另一處腳踏板時，螢幕就會出現要參賽者回答的題目。題目是「共通語」，由兩張不同情境的圖，卻是同樣發音（但兩者之間意義不同），參賽者要說出這詞彙的共同發音為何。舉例說明：當一個小孩子賽跑得到最後（徒競走でビリの子），還有隔了十年後的人相遇（10年ぶりに会うこと），答案是「Saikai」（さいかい），因為日文中的「最後一名」（最下位）與「再相見」（再会）的發音是兩兩相同的，故答案為「Saikai」。
此遊戲當中，參賽者答錯，必須再答，答到對才算過關。參賽者在第一腳踏板，要回答三題，第二腳踏板要回答兩題，第三腳踏板要回答一題。若參賽者全部將六道題目答對，才可進行〈險降坡試煉〉。
- 險降坡試煉：

〈險降坡試煉〉（坂落ちの試練）是由六題問題答對的參賽者進行的最後遊戲，通過者才能依據剩餘的殘存參賽者數，得到相對應的黃金法老男像。無論到第三腳踏板剩餘多少人，以及遊戲耗費時間剩餘多少，每次〈險降波試煉〉的遊戲時間為2分鐘。
〈險降坡試煉〉的出題範圍，均來自《廣辭苑》（『広辞苑』、こうじえん）。而選項是以對應到紅色、藍色，以及黃色的球，作為選項。選擇答案時，一次一位參賽者從第三腳踏板開始抓住繩索，並取得相對應正確答案的球，放至預先安設好的袋子內，並跳至第一腳踏板，將球塞入石像的嘴巴內，並按下確定按鈕。若參賽者答對，則整體的地板就會逐漸恢復與地平行，參賽者可獲得相對應的黃金法老男像，反之答題錯誤者，站在第一腳踏板的參賽者，就會慢慢收回，讓參賽者落入深處。剩餘在第三腳踏板者，就必須接著再選出正確的選項為止，或是沒有參賽者，則遊戲宣告終止，由旁白「順帶一提」說出此題答案（在沒有參賽者的情況下，當然該隊就沒有計入黃金法老男像了）。

### 新·地板密室
初出現於在2013年2月25日（定期放送的最後一集），及後8月以不定期放送復播時再被使用。
與〈地板密室〉不同的是，參賽者的腳踏板減少了十公分，且起始腳踏板是從第一區腳踏板開始。而進行「共通語」問題時，是以每區腳踏板上有60秒的回答時間限制，但若參賽者回答這些問題正確時，每答對一題就可獲得額外二十秒的時間跳往下一區腳踏板前進，一區之內最多可獲得兩分鐘（一百二十秒，也就是累計答對六題）的額外時間前往下一區。
移動時地板角度固定為30°/35°/40°，另外各隊伍在兩次答題區各有1次放棄作答該題（Pass）的機會。
參賽者達到第三區腳踏板時，無須回答問題，接著進行〈險降坡試煉〉。而在〈新·地板密室〉的〈險降坡試煉〉遊戲規則，與〈地板密室〉的規則相同，只是時間縮短為一分三十秒，出題範圍同樣也是來自《廣辭苑》。若參賽者答對〈險降坡試煉〉，則參賽者可取得存活的參賽者人數相對應的法老男神像的數量。

### 洞窟密室
〈洞窟密室〉（洞窟の間）是承襲《DERO!》時期的「爆彈之間」與「遺跡之間」的遊戲。初始遊戲為三人，遊戲時間為每局十分鐘，若有特別來賓以影片出題者，則為每局十二分鐘，而每局均為三選一選擇題，共有三題，出題範圍均為雜學問題與一般人較不知道的冷知識問題。
每組參賽者必須以從編號一至編號三的順序方式答題，每個人答題時，以相對應正確答案顏色的寶玉（。有紅色、黃色，以及藍色等三種顏色），放在「真理之台」（真実の台座）上，若是正確答案，則該名參賽者可以從其右手邊，取得石板，作為最後試煉用的道具（第一與第二洞窟可得到三塊，第三洞窟可得到四塊）；反之答錯者，就會墜入深處，該名參賽者失去挑戰資格。
每次題目出現時，只有進入洞窟者，才能看到其中的選項。洞窟內的參賽者，可以透過耳掛式通信機，向外頭的參賽者提出討論，並做出正確的選擇。於2012年7月23日的放送後，亦加入了向場外求援的規則（但與DERO不同，只能指定其中一名場外的隊友提示，被指名的人亦可以直接說出他/她認為正確的答案）
四隊對戰特別規則：三個洞窟外的數字改為說明題目的範圍，隊伍可自由決定3題作答的順序。
- 石版的試煉：

〈石版的試煉〉（石版の試練）是在〈洞窟密室〉殘存下來的參賽者，在三個洞窟內取得的十塊石板，在一個上面有3 × 3空格的寶箱內，填入每個都是三字的漢字熟語。每次遊戲的時間限制為90秒（2011年8月10日於日本播出的節目之前為60秒）。
置入完畢後，會有一塊石板是多餘的，參賽者按下確定按鈕。若是答對，計時中的時間會停止，殘存下的參賽者可以每人各獲得一尊黃金法老男像；反之若答錯，參賽者若還有剩餘時間，再重新組合字詞並再猜，答題次數不限，至參賽者答對或時間超過為止。
題目舉例：拿到的石版分別是、，則答案為：（即「大不了」的意思）、（即「多數票」的意思），以及（即「笨拙」的意思）等三個答案。
當然，詞彙可以不用按照順序，只要一列當中拼出一個正確的三字詞彙即可。舉例說明：第一排可以放，第二排可以放，第三排可以放。但是字詞該有的順序還是要有，不可以排如這樣的排法。

### 新·洞窟密室
〈新·洞窟密室〉是參賽者同時進入洞窟共同回答問題的遊戲。與〈洞窟密室〉不同的是，參賽者回答問題，是三名參賽者共同於原本的洞窟內回答問題，不能相互討論，只能按照製作單位指定的順序依序答題。
三名參賽者依照每題要求的數量（ノルマ，即俄羅斯文的音譯）回答，第一題該隊要共同回答出三個答案、第二題要共同回答出四個答案、第三題要共同回答出五個答案。
當題目出現後，優先順位的參賽者可以先選擇選項，並且說出答案，正確就輪到下一個順位，直至所有答案均被回答正確為止，就可獲得一分。每個參賽者回答一個答案的時間均為十秒鐘，時間內答錯者則再答至該選項正確。若參賽者超過十秒仍無正確答案，則洞窟的地板會開啟，參賽者就會掉落至地獄深淵。
整體隊伍有一次「放棄作答」（即PASS答案），並交棒給下一位參賽者的權益。使用了「放棄作答」的參賽者，被接棒者就必須要回答選項的答案。
整體隊伍必須要共同取得三分，取得三分後，不用進行〈石版的試煉〉，剩餘的參賽者，可獲得相對應的法老男神像。

### 牆壁密室
〈牆壁密室〉（壁の間）是承襲自《DERO!》時期的「壁之間」的遊戲。一次遊戲是三名參賽者進行，三個人將頭與手伸入指定的洞穴內，以左手按鈕回答A、右手按鈕回答B。回答問題的同時，面向參賽者的兩面牆壁會逐漸逼近參賽者，若參賽者不能在時限內達到標準，則會被壓扁，全隊立即淘汰出局。
一次回答一個問題，每次只接受一個答案，而進行遊戲的參賽者，是不可以告知其他參賽者正確答案或選擇答案為何，否則也是即刻出局的。每次答題須累計三次正確答案，若三人共同答題，三人答案都必須要正確才行，並共同累計至三分。兩人共同答題，則兩人答案也必須正確，也必須共同累計至三分。一人答題則累計至三分。
只要累計到三分，牆壁就可以暫停逼近，而獲參賽資格的參賽者，就可以自行決定，派員挑戰「鐵球的試煉」。
- 鐵球的試煉：

〈鐵球的試煉〉（鉄球の試練）是源自《DERO!》時期的「鑰匙箱挑戰」遊戲，遊戲內容互不相同，但規則卻有一部份相同。從原本的夾子取鑰匙，改成透過技巧，將鐵球掉入正確的洞穴內，取得鑰匙的試煉。
此遊戲是參賽者必須透過技巧，在三十秒內，透過兩根鐵棒，將球送入正確的洞口。每成功送進一個，則可獲得一條鑰匙，此時參賽者就必須將取得的鑰匙插入指定的鑰匙孔內，並且往逃出口前進。所有參賽者必須要集齊三把鑰匙，才能取得相對應數的法老男像。
三十秒經過後，兩旁的牆壁會開始以「迅速夾攻」的方式「壓」參賽者，如果參賽者被兩旁牆壁夾到，出口的門會以象徵性的方式關起來，表示該名參賽者挑戰失敗，並當場失去參賽資格。由於實際上三十秒倒數完結和牆壁完全關閉仍大約有數秒的間隔，只要未到牆壁夾到，即使在三十秒時限後成功走到逃出口也算是成功。要注意的是，打開鑰匙孔和成功走到逃出口兩部分是分開計算的，如果玩家成功打開鑰匙孔但被夾到的話，該參賽者雖視同失去參賽資格，但被打開的鑰匙孔仍算有效。
如果參賽者沒有拿取到鑰匙便直接往出口走去，又或以強行推開牆壁等非正常方式進行遊戲，一律視同犯規，該玩家亦當作挑戰失敗處理。
無論參賽者共有幾位，開啟的鑰匙洞均為三個，三個鑰匙洞均須打開，才能開啟寶箱，取得成功逃出者相對應數的法老男像。如第三名挑戰者並未成功打開第三個鑰匙洞，又或三個鑰匙洞被打開但沒有人成功走到出口區域，一樣視同全隊失敗。
舉例說明：若第一位參賽者不能取得鑰匙而被夾扁，第二位取得一把鑰匙並開啟鑰匙洞後成功逃出，則第三位必須要取得兩把鑰匙並開啟鑰匙洞（不論他有否逃出），全員才能過關，並取得法老男像。

### 新·牆壁密室
在2013年1月7日登場的變種規則，形式改為兩隊間2對2的直接對決。
在螢光幕圖片中，會出現一個有名人（或景點），各參加者會在一個不停移動和縮效的小孔看到的部分中看到答案並需盡快搶答，答對者獲得1分，答錯的場合直至有人再作答為止不能搶答（除非只剩下答錯者一人）。累計獲得2分者，按完成的先後順序獲得相應的時間（40/30/25/20秒）進行鐵球的試煉。
鐵球的試煉的部分亦有改動，成功送進去鐵球會直接掉下而非以鑰匙形式掉出，各參加者需於限時內取得最多的鐵球，並放入前方自隊的盤中並成功走到出口才算成功。和舊牆壁密室不同，即使取得鐵球但最後被夾到的話，所有取得的鐵球作廢。另外各玩家在挑戰過程中，會有一個金色鐵球出現，該鐵球在計分時相等於2個鐵球。4人挑戰完成（無論成功或失敗）後，取得鐵球較多的一方勝利，並取得成功逃出者相對應數的法老男像。如兩隊打和，視同於同時勝利。

### 石像密室
〈石像密室〉（石像の間）是承自於《DERO!》時期的〈石像之間〉遊戲，其場景有絕大部分相同之處，但有一部分的遊戲規則有做更改，例如就像大量的沙子被放在整個房間裡，或是以前石像停止按鈕改成排列題試煉。
一次闖關的參賽者有三位。參賽者進入關卡後，自行將有鍊子的繩子與參賽者腳上的鍊子拴住後，再趴在地板上，由後製工作人員拉至距離石像最近之處，再將象徵關卡的三道門給關閉，開始挑戰。
挑戰開始，石像會不斷逼近參賽者，但石像前進的速度就為1秒10釐米的速度前進，當有人犧牲（身代わり）石像行進速度會變慢，若解題又進行到下一道門，石像行進速度又會變快。若石像進入一個關卡的「危險區」（デンジャーゾーン），必須要有一個人按下石像的鼻子，好犧牲自己（身代わり）並被石像吃掉，可以讓其他夥伴有充裕的時間繼續解題，否則石像一旦到了死亡區域（デッドゾーン），則所有進行遊戲中的參賽者，均會被石像吃掉，遊戲宣告結束，沒有人能夠獲得法老男神像。
〈石像密室〉有三道基本關卡，各關關卡如下：
- 第一道　正反向文字：

（さかさ言葉クイズ）在六個含有平假名的方塊中，挑出三個，符合題目的要求，順序不拘，只要是符合其中一個要求，可算過關。
例如：「正方向念是『派對』（パーティー），反方向念是『料理的食材』（料理の材料），則參賽者選出、，答案是（「黨」、「麵包粉」）。
- 第二道　四方向字詞：「四方向字詞」（ジャンルクロスクイズ）和填字問題(穴埋めクロスクイズ)放單詞的方法一樣，問題是3題。

在日本播映時，通常出現填字問題(穴埋めクロスクイズ)，和DERO!時期一樣，一題即可通過。
- 第三道　名人解題：利用給予的平假名拼出名人名字(有名人名前並べかえ)。要答對3題，並且給予的假名全部用到，其中第3題會要求用其中數個排出名人的名字，再用剩下的假名拼出特定規定的詞彙，或是與前2題一樣給予的假名都要全部用到的題目。

在三道關卡都順利解開後，石像會自動停止行進。但參賽者還要接下來進行〈排列題試煉〉，正確解出答案，才能過關。
- 排列題試煉：

〈排列題試煉〉（並べ替えの試練）是從前三道關卡殘存下來的參賽者進行的最後關卡。關主會給予一道題目，以及四個有提示的方塊，參賽者按照關主的要求「從大到小」、「從多到少」等出題方式，排列出正確的順序，並且按下寶箱上的按鈕，正確除了可以使石像完全停止外，還可以獲得殘存參賽者相對應的法老男神像數。
整體遊戲有一分三十秒的時間，且只能允許一次回答錯誤的機會（即只能回答兩次），每按下一次按鈕就是確認答案並將其送出的時候。遊戲開始前，石像會回到「一分三十秒」的位置，等候關主開始計時後，石像就會開始行進。若是超過時間仍未有答案，或者是回答兩次錯誤的答案，則挑戰失敗，參賽者仍會被石像吃掉，此時也就不能獲得任何的法老男神像。而參賽者進行遊戲之際，確認答案按下按鈕後，寶箱上會有幾個是正確答案的數字顯示。
舉例：按照筆畫數，由少排至多排列下列四個漢字：「弓」、「凸」、「引」、「卐」。則參賽者必須從左到右，排列出「弓」（三畫）→「引」（四畫）→「凸」（五畫）→「卐」（六畫）。

### 木乃伊密室
〈木乃伊密室〉（ミイラの間）是承襲自《DERO!》時期的「砂之間」的遊戲。本關卡被列為特別關卡（スペシャルステージ）。
節目一開始由一隊一位参賽者進入密室放置在一個昏暗的房間裡，四周包圍著石頭牆的木乃伊製造機隨著時間的旋轉,挑戰者的身體會被伸縮性的繃帶包住
挑戰者的時間限制是 60 秒 （2012年2月13日初登場為50秒）內關於深刻和挑戰者的愛好，一問多答的7個答案的題目,若挑戰者已被釋放，可以獲得的一個黃金法老男像。
要是時間一超過還沒有7個答案,全身就會被繃帶裹住,並關在巨大的法老男棺材裡。
在日本2012年8月6日播映新規則，兩人版的規則，由兩個人裡面其中一個人來進行解答，過關即可獲得2個黃金法老男像，其它規則和以前相同。
例如：理所當然的運動問題，本賽季12支球隊教練中的7人全名：
- 原辰德(巨人)
- 高木守道(中日)
- 和田豐(阪神)
- 中畑清(DeNA)
- 秋山幸二(ソフトバンク)
- 星野仙一(樂天)
- 渡邊久信(西武)。

### 岩石密室
在日本2012年9月24日時播映的3小時特別節目初登場的新關卡。
〈岩石密室〉（岩の間）舞台的構成有巨大的岩壁，眼前即為地獄。挑戰者是必須立在從岩壁突出的立足處，出題為3問連續的常識問題答對(繼承『DERO！』時代的「遺跡之間」)。同樣，誤答的人在的話正確的解答數必須被復位的再次3問連續答對。因為必須淘汰掉資格1人的話以2人答對3問，第1人不答對2次不成。必須淘汰掉資格2人的話一個人答對3問連續。岩壁附有把手，挑戰者在這裡捉住。又在挑戰者的腰上被纏的帶有掛鉤，由於這個為岩壁固定體(繼承『DERO！』時代的「壁之間」)。誤答的挑戰者挑戰「懸崖小猜謎」。3問連續答對的話岩壁會向1階段後退，到第3階段到達的話寶箱和廁所吸盤會出現。就能開始挑戰「貼上的試煉」。
- 懸崖小猜謎：

〈懸崖小猜謎〉（崖っぷちクイズ）猜謎通常的問題上誤答的話，就必須挑戰懸崖小猜謎。就必須到懸崖處的觸摸屏進行解答。問題是3×3集體的九方格，用手指描被指定的種類的單詞圈起回答。正確的解答定額成為第1次3個，第2次以後4個。從猜謎開始20秒過去的話岩壁會開始移動，岩壁的立足處因為被推下的時候的安全避開。因答對的話從懸崖下「生命的立足處」出現，若懸崖小猜謎未解答完的話，岩壁就會迫近，至立足處移動之前將脫落成為犧牲者，犧牲者除外的挑戰者為繼續猜謎。
- 貼上的試煉：

〈貼上的試煉〉（張り付きの試練）第3階段到達的話能挑戰。問題是「文字數猜謎」，回答3次對被出題的問題被指定的文字數正好變成的解答(例題：回答平假名4個字的縣名。解答：青森，茨城，長崎)。到岩壁的鐵板部分壓上廁所吸盤是為了開始的話岩壁會將把手收進去，無法捉住任何固定體，預先人數份量的像不落下一樣地成為雙腳使勁站住(繼承『DERO！』時代的「棒之間」)。「因為1人20秒」解答有限制時間從法拉男的這個言詞是根據剩下的人數限制時間被變更的花樣。如果時間沒了的話岩壁會移動至懸崖處推下挑戰者（吸盤和挑戰者因岩壁震動而落下）。因為答對的話把手會出現就能捉住固定體,到最後活命的人能獲得剩下人數份量的秘寶。

### 新·岩石密室
一開始會有3種問題，挑戰者必須選擇其中一個，並輪流作答，殘餘3人一人答2題，殘餘2人一人答3題，殘餘1人擇解答6題，第一個選擇解答時間只有50秒，第二次40秒，第三次30秒，一題作答時間只限5秒，若未說出正確答案，就換下一題，作答完成的人命之棒即會出現，並可藏躲，未在時間內解答完成的人只能掉到地域裡，這和洞窟之間不同，需要挑戰貼上的試練。
題目內容：他會給一個圖片，必須解答這是什麼
例如：
樂器名字、野菜名字、動物名字
挑戰者選擇野菜名字，第一個人在5秒內解答第一題、第二題...

### 地下水道密室
〈地下水道密室〉（地下水路の間）是承襲自《DERO!》時期的「水之間」的遊戲。
密室裏有一道鐵欄，包括能打開它的門，裏面放了三個在不同高度和在小木船上的法老男像。挑戰者需要在三個法老男像流走前回答5道問題及完成試煉。如果三個法老男像都已流走，就視為挑戰失敗，不能獲得法老男像。
挑戰開始，水會從牆壁上的一個長方形的洞流出，挑戰者回答問題，時限為30秒。如果答對題目，便可以直接回答下一道問題。但是如果答錯題目，便要接受懲罰(PENALTY)。這個時候，大量的水會從三個水管裏的其中一、兩個流出，挑戰者需要轉動設置在水管下面的輪盤來停止水管放水，成功停止所有水管放水，下一道問題才會出現。

### 懸崖密室
〈懸崖密室〉（崖の間）是承襲自《DERO!》時期的「棒之間」的遊戲，亦是每集最後一個，亦為最重要的項目。
遊戲是採用直接對決的方式，由一至二名參賽者共同站在身後有6 × 10個石塊之處，每隊每組均以長形石塊區隔。每次每一組參賽者答題時，參賽者身後的石塊，就會一次以2到9個不等的數量朝參賽者推出。當參賽者無容身之地時，則會被石塊推落至深處，此時該參賽者就算失敗。有兩個人的隔間會由兩人輪流作答，沒有回答權的人不能給予提示或說出答案，否則喪失資格；擁有回答權的人掉下去的話，回答權會給予另一個人。
遊戲原則上會無限出題只餘下一隊時為止。但在2012年以前（以黃金法老男像數目決定勝負的時期），如果其中一隊在之前項目已大幅落後對方，如因落後方成員掉下，而導致「落後方的殘存人數 × 2」小於分數差距的話，即使領先方的殘存人數少於落後方，遊戲也會立即結束並宣告領先方勝利，並取得殘存人數 × 2的黃金法老男像。但2013年的集數以後，在之前項目所取得黃金法老男像的多少只會影響到懸崖密室最初期的石塊配置數量（當然，取得越多越為有利），亦即是無論之前取得多少黃金法老男像，在此項目中最後殘存下的隊伍將勝出整個遊戲。
四隊對戰特別規則：在四隊對決的時候，第三輪（或以後）會出現「支援攻擊」的特殊規則。仍有隊員的各隊伍，可在各輪開始前對任何一隊發動支援攻擊（如同一輪有複數隊伍發動攻擊，則抽籤決定順序），並由場外的其中一位隊員負責解答三題三選一問題，每答對一次，被攻擊的隊伍身後的部分石塊將被同時推出，直到3題問完或被攻擊方/攻擊方全部成員掉下為止。一場遊戲中各隊只能發動支援攻擊一次。
另外，四隊對戰時，勝出的隊伍會直接取得獎金，不用參加最後的試煉。
以下是此關卡會出現的問題種類。
- 圖像轉換題：

〈圖像轉換題〉（イラスト変換クイズ）是透過一張圖的表達方式答題，如一個人的胃內，有一個「か」這個平假名字母，則答案是「馴鹿」（トナカイ、tonakai，因為）。
- 照片與文字排列組合猜謎：（播映開始~2012年3月5日）

〈照片與文字排列組合猜謎〉（写真&文字並べ替えクイズ）是以一些平假名字母與一張全彩照片所組合而成的問題，參賽者必須要將順序排列出來，並且以圖片對應答案內的「隱藏字」所推出答案。當然，這些平假名字母與圖片是不會按照順序出現，位置均會被打亂。
- 有名人一文字チェンジクイズ ：

2012年10月15日放送分から行われている新クイズ。 
文章を一文字だけ変えて有名人の名前を作る（例：橋のセミ、正解ははしのえみ）。

舉例說明：
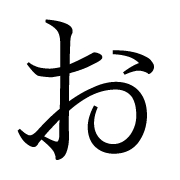
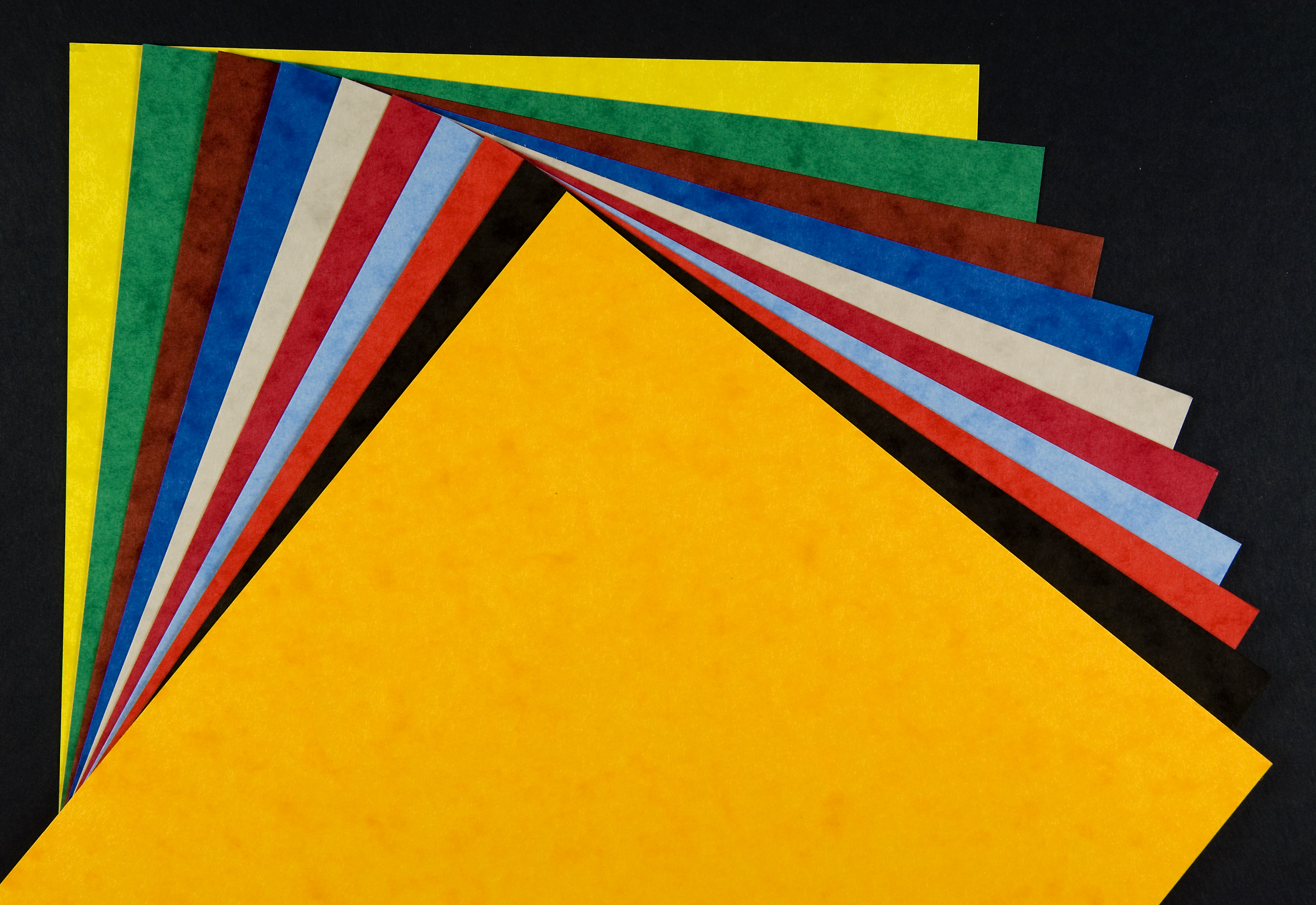
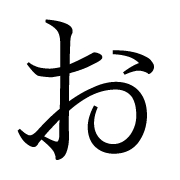

正確答案是「狼」（狼、おおかみ），因為「狼」一詞之中，「藏」了一個「紙」（紙、かみ）這個詞，再將兩個平假名字母與一張紙張圖片的照片照順序排出，即可湊出「狼」一詞。
- 另一個名稱猜謎：

〈另一個名稱猜謎〉（別の呼び名クイズ）
1個單聲道的複數（2個或3個）別的名稱的答案。出題根據於照片-回答顯示的圖和文字的参考並全部答出來。
此種問答方式，在日本的2012年3月19日以後的節目中播出。
例：
「○き」「○○ん」正確答案是「月亮」 （正解は「つき」「ムーン」）。
- 填入同一文字猜謎：

〈填入同一文字猜謎〉（同じ文字入れクイズ）空格裡要把相同的文字填進去並形成一個句子（例：わい○○、正解はワイキキ）。還有（こ○○わし（独楽回し）・だ○だ○○ろ（橙色）・か○○○き（肩叩き）など）。
- 金字塔解謎：

〈金字塔解謎〉（ピラミッドクイズ），是將某些名人的照片，以摺紙做成金字塔的方式呈現，鏡頭以「步進停止動畫式」（stepping moving animation）的方式，將該位名人以某些角度的方式逐次呈現。
此種問答方式，僅在日本的2011年7月13日的節目中播出。
而出現於此題目的藝人，有：
- 虻川 美穂子
- 淳君
- 矢口 真里（矢口 真里、やぐち まり）
- 阿藤 快（日语：阿藤快）
- 磯野 貴理子（磯野 貴理子、いその きりこ）

### 最後的試煉
〈最後的試煉〉是於最後獲得較多黃金法老男像的隊伍，可以獲得挑戰獎金資格的遊戲。由獲勝隊伍中選出兩人參加，雖然有兩位參賽者，但是只有走在前面的人有解答權。最後的試煉使用〈懸崖密室〉的房間右半部22條柱子（其中最右側7條在懸崖密室的遊戲中是不使用的）。一開始是8片開放的狀態，試煉開始後柱子會從後方一條一條的突出直到把挑戰者推下去為止（突出速度是大約每2秒一條）；挑戰者必須回答問題以開啟前方的柱子，每答對一題可以開啟2條柱子，但是最後的2條必須連續答對兩題方可開啟，總共必須答對8題。如果挑戰者成功逃出就可以獲得獎金，2人都成功逃出可以獲得更多的獎金。一个人成功获得5万元，两个人成功获得10万元。
要回答的問題是「三明治問題」，題目會給予一個分類（即英文「genre」的音譯）以及一個三個均為平假名的詞彙，但是中間的那個平假名是挖空的（以紅色的「□」表示）。挑戰者必須完整說出該詞彙，才算答對。
例如題目是，分類是「花」，則答案是櫻花（さくら）。題目可能是片假名（例如題目是，分類是「料理」，則答案是咖哩（かれー）。被挖空的部分也有可能是促音，例如題目是，分類是妖怪，則答案是河童（かっぱ）；或者是拗音，例如題目是，分類是動物，則答案是豹（ひょう）。

## 海外版本
- 中国 《疯狂的麦咭》——金鹰卡通（2014年1月）

## 外部連結
- 官方網站（页面存档备份，存于）

## 節目的變遷
| 日本日本電視台 星期三19:00 - 19:56 | 日本日本電視台 星期三19:00 - 19:56        | 日本日本電視台 星期三19:00 - 19:56 |
| ---------------------------------- | ----------------------------------------- | ---------------------------------- |
|                                    | TORE全力大挑戰 （2011.7.6. - 2011.9.21.） |                                    |
| —                                  | —                                         |                                    |

| 日本日本電視台 星期一19:00 - 19:56 | 日本日本電視台 星期一19:00 - 19:56          | 日本日本電視台 星期一19:00 - 19:56 |
| ---------------------------------- | ------------------------------------------- | ---------------------------------- |
|                                    | TORE全力大挑戰 （2011.10.17. - 2013.2.25.） |                                    |
| —                                  | —                                           |                                    |

| 台灣國興衛視 星期六19:00 - 20:00 | 台灣國興衛視 星期六19:00 - 20:00          | 台灣國興衛視 星期六19:00 - 20:00 |
| -------------------------------- | ----------------------------------------- | -------------------------------- |
|                                  | TORE全力大挑戰 （2012.4.21. -2012.9.22.） |                                  |
| —                                | —                                         |                                  |

1. ↑  . 日本テレビ. 2014-01-08  [2022-11-30]. （原始内容存档于2021-09-18）.